# 40 de abril
40 de abril es el noveno disco de la banda vallisoletana de rock, Celtas Cortos.
El disco fue lanzado el 2 de septiembre de 2008 por la discográfica DRO y suponía el primero con material totalmente inédito desde la vuelta a la formación de Jesús Cifuentes en 2006. Desde el principio fue un gran éxito de ventas entrando directamente en las posiciones más altas de las listas.
El álbum supone una vuelta a los inicios de la banda, explotando de nuevo la fusión del rock con la música celta que les lanzó a la fama. En sus propias palabras: "40 de abril mantiene las esencias originales, sin divagar en las muchas fusiones que hemos realizado. Hay poco experimento y mucha contundencia. Una vuelta a nuestros principios, pero sumando lo mucho que hemos aprendido".
El título del álbum supone un guiño a una de las canciones más reconocidas: 20 de abril que se editó casi 20 años antes del lanzamiento de este disco. Fue idea de José Sendino, al proponerle de broma a Jesús Cifuentes que titulase de ese modo a una de las canciones del disco. Finalmente, se denominó de este modo al disco.
Se lanzaron dos sencillos (Retales de una vida y Canciones sin medida), realizando un videoclip del primero de ellos. También se editaron dos videoclips del tema Tú eres el mejor, uno convencional y otro con la participación de asociación ADANO (Asociación de Ayuda a Niños con Cáncer de Navarra), a fin de recaudar fondos.
A modo de bonus track, se publicó una canción perteneciente a este lanzamiento, disponible solamente en iTunes. Sin embargo, el grupo la publicó gratuitamente en su web oficial a finales del año 2008, a través de la red social Ning.
Antes de la publicación del disco, el grupo llega a introducir hasta 6 canciones de este disco en la gira correspondiente al disco anterior denominado 20 soplando versos, para ver la reacción del público ante los nuevos temas que aparecerían más adelante en el nuevo disco.

## Lista de canciones
1. Retales de una vida - 4:31
Letra: Jesús Hernández Cifuentes. Música: Jesús Hernández Cifuentes, Alberto García.
2. Un sinvivir - 3:31
Letra: Jesús Hernández Cifuentes. Música: Jesús Hernández Cifuentes, Alberto García.
3. Beni's reel - 3:12
Música: Antón Dávila, José Sendino.
4. Quitarte la ropa - 3:17
Letra: Jesús Hernández Cifuentes. Música: Jesús Hernández Cifuentes, Jorge Arribas.
5. Tú eres el mejor - 4:14
Letra: Jesús Hernández Cifuentes. Música: Jesús Hernández Cifuentes, Alberto García.
6. Emoción - 3:33
Letra: Jesús Hernández Cifuentes. Música: Jesús Hernández Cifuentes, Goyo Yeves.
7. Un millón de motivos - 3:43
Letra: Jesús Hernández Cifuentes. Música: Jesús Hernández Cifuentes, Alberto García.
8. Pollo al Q-reel - 3:35
Música: Jorge Arribas, Antón Dávila.
9. On-Off - 4:01
Letra: Jesús Hernández Cifuentes. Música: Jesús Hernández Cifuentes.
10. Abismo - 4:06
Adaptación de Hyperballad.
11. 31 Sardinas - 3:07
Música: Alberto García y Luis Óscar Medina.
12. Amor al vino - 3:31
Letra: Jesús Hernández Cifuentes. Música: Jesús Hernández Cifuentes.
Bonus Track
13. Canciones sin medida (exclusiva en iTunes)

## Ficha técnica[6]
El disco fue grabado y mezclado en los estudios Garate, de Andoáin (Guipúzcoa)
- Ingeniero de grabación: Paco Trinidad.
- Ingeniero de mezcla: Kaki Arkarazo
- Asistentes de grabación y mezclas: Jaime Llanos y Martxel Arkarazo
- Gestiones: Eduardo Pérez.
- El tema 31 Sardinas fue grabado en bar el Tío Molonio (Valladolid) durante una actuación en directo.
- Grabaciones adicionales realizadas por Goyo Yeves en Milos 44.
- Ensayos y Maquetación. Colegio Público Arroyo de la Encomienda.
- Producción: Paco Trinidad.
- Diseño de portada: Intercastilla sobre una idea original de Oscar García.
- Maquetación: Intercasilla.
- Fotos ensayo: Óscar Mintegui.
- Fotografía central: Alfredo Arias.

Músicos
- Alberto García: Paraviolín y paratrombón.
- Óscar García: Bajo eléctrico.
- Jesús H. Cifuentes: Voz, guitarras acústica y eléctrica.
- Goyo Yeves: Whistles, saxo soprano y alto.
- Jorge Arribas: Acordeón y teclados.
- Antón Dávila: Gaitas (gallega e irlandesa), flautas (bambú e irlandesa) y whistles (tin y low).
- Diego Martín: Batería y cajón.
- José L. Sendino: Guitarra eléctrica.
- Óscar Medina: Bouzouki en "31 Sardinas" y adaptación al castellano de "Hyperballad" (Bjork).
- Tino di Geraldo: Batería e "Retales de una vida", "Tú eres el mejor" y "Un millón de motivos".
- Javi Moro y José Moro: Coros en "Amor al vino".